# Episodi di Stargirl (seconda stagione)
La seconda stagione della serie televisiva Stargirl, intitolata Stargirl: Summer School, composta da 13 episodi, è andata in onda sul canale statunitense The CW dal 10 agosto 2021 al 2 novembre 2021.
In Italia è andata in onda dall’11 luglio all'8 agosto 2022 su Rai 4. Nonostante le prime cinque puntate siano state trasmesse in prima serata, da lunedì 25 luglio la programmazione si sposta in seconda serata terminando dopo la mezzanotte del giorno successivo.
| n° | Titolo originale                | Titolo italiano | Prima TV USA      | Prima TV Italia |
| -- | ------------------------------- | --------------- | ----------------- | --------------- |
| 1  | Summer School: Chapter One      | Capitolo 1      | 10 agosto 2021    | 11 luglio 2022  |
| 2  | Summer School: Chapter Two      | Capitolo 2      | 17 agosto 2021    | 11 luglio 2022  |
| 3  | Summer School: Chapter Three    | Capitolo 3      | 24 agosto 2021    | 18 luglio 2022  |
| 4  | Summer School: Chapter Four     | Capitolo 4      | 31 agosto 2021    | 18 luglio 2022  |
| 5  | Summer School: Chapter Five     | Capitolo 5      | 7 settembre 2021  | 18 luglio 2022  |
| 6  | Summer School: Chapter Six      | Capitolo 6      | 14 settembre 2021 | 25 luglio 2022  |
| 7  | Summer School: Chapter Seven    | Capitolo 7      | 21 settembre 2021 | 25 luglio 2022  |
| 8  | Summer School: Chapter Eight    | Capitolo 8      | 28 settembre 2021 | 26 luglio 2022  |
| 9  | Summer School: Chapter Nine     | Capitolo 9      | 5 ottobre 2021    | 1º agosto 2022  |
| 10 | Summer School: Chapter Ten      | Capitolo 10     | 12 ottobre 2021   | 1º agosto 2022  |
| 11 | Summer School: Chapter Eleven   | Capitolo 11     | 19 ottobre 2021   | 2 agosto 2022   |
| 12 | Summer School: Chapter Twelve   | Capitolo 12     | 26 ottobre 2021   | 8 agosto 2022   |
| 13 | Summer School: Chapter Thirteen | Capitolo 13     | 2 novembre 2021   | 8 agosto 2022   |

## Capitolo 1
- Titolo originale: Summer School: Chapter One
- Diretto da: Andi Armaganian
- Scritto da: Geoff Johns

### Trama
Diversi decenni prima, una bambina è stata uccisa da un ragazzo misterioso, poi scomparso nel nulla.
Pochi mesi dopo la sconfitta dell'Injustice Society, Courtney e la sua JSA pattugliano Blue Valley alla ricerca di criminali, ma non riescono a trovare nulla. Pat organizza una gita in campeggio con la famiglia, ma Courtney deve frequentare la scuola estiva, dopo essersi assentata troppe volte da scuola ed aver avuto una lite involontaria con Artemis. Quella notte, in casa, Courtney viene attaccata da una ragazza che afferma di essere la figlia di Lanterna Verde.
Nel frattempo, Rick si prende cura segretamente di Grundy e Beth riavvia Chuck che non ricorda nulla di lei, mentre i suoi genitori chiedono il divorzio. Mentre soffre di un disturbo da stress post-traumatico dopo aver ucciso Brainwave, Yolanda esorta Courtney a stare lontana da Cameron per non rivelare la sua parte nella morte di suo padre.
Altrove, il sosia di Sylvester arriva in Nevada e chiede di Pat a una cameriera che lo conosce. Zeek trova il robot S.T.R.I.P.E., ma lo scambia per un progetto di robot e suggerisce modifiche.
Cindy ed Eclipso iniziano a reclutare ragazzi per una nuova Injustice Society chiamata "Injustice Unlimited", con Artemis, Cameron, Isaac e Mike come potenziali candidati.
- Ascolti Italia: telespettatori 126.000 – share 0,80%[6]

## Capitolo 2
- Titolo originale: Summer School: Chapter Two
- Diretto da: Andi Armaganian
- Scritto da: James Dale Robinson

### Trama
La presunta figlia di Lanterna Verde si presenta come Jenny, la figlia del defunto Alan Scott. Courtney è scettica, credendola una talpa dell'Injustice Society. Mentre Pat accoglie Jenny e le insegna a sfruttare il suo potere, che le consente di usare l'energia della sua Lanterna per creare oggetti a seconda delle sue emozioni, Courtney frequenta la scuola estiva con Yolanda i cui genitori l'hanno iscritta per " tenerla fuori dai guai ". Pat presenta la nuova Justice Society a Jenny e Courtney la rimprovera, ma in seguito si scusa quando si rende conto di essere gelosa del fatto che Jenny sia in realtà la figlia di un supereroe mentre pensava di essere l'unica figlia di un eroe. Jenny, sentendosi isolata ed emotiva per il fratello scomparso Todd, scatena il suo potere attraverso la Lanterna. La Lanterna si rompe, il che rafforza il suo potere e le permette di galleggiare; Pat deduce che lei stessa è la fonte di energia e non la Lanterna.
Un uomo britannico di nome Richard Swift chiede a Barbara l'attrezzatura di William Zarick e Pat lo identifica come Shade, un celebre criminale.
Cindy fa visita alla sua matrigna estranea Bobbie Burman e inavvertitamente permette a Eclipso di nutrirsi di lei, consumando il suo corpo. Cindy lotta per controllare Eclipso che, ormai, è cresciuto ed ha preso il sopravvento.
- Ascolti Italia: telespettatori 55.000 – share 0,40%[6]

## Capitolo 3
- Titolo originale: Summer School: Chapter Three
- Diretto da: Lea Thompson
- Scritto da: Turi Meyer, Alfredo Septién

### Trama
11 anni fa, il membro della JSA Johnny Thunder si incontra con Pat per discutere del partner Thunderbolt.
Nel presente, Mike ha problemi con la sua attività di consegna dei giornali quando afferra inconsapevolmente la penna di Thunderbolt e lo attiva. Dopo aver spiegato come funzionano i suoi poteri basati sui desideri e aver visto il defunto Johnny in lui, Thunderbolt aiuta Mike a cercare vendetta sui suoi bulli, cosa che Courtney e Yolanda notano. Lo dicono a Pat, che, però, non riesce a recuperare la penna. Dopo aver appreso che l'ultimo desiderio di Johnny prima di morire era che Thunderbolt si facesse un nuovo amico, Pat permette a lui e Mike di stare insieme e aiutare la nuova JSA. Lavorando insieme, Mike e Thunderbolt determinano la posizione di Shade e si uniscono alla JSA per affrontarlo, ma non riescono a catturarlo prima che fugga.
Più tardi quella notte, Mike desidera inconsapevolmente che Thunderbolt sia in mani migliori, e la penna finisce a casa dell'amico di Mike, Jakeem Williams, mentre Chuck avverte Beth di Eclipso.
- Ascolti Italia: telespettatori 108.000 – share 0,7%[7]

## Capitolo 4
- Titolo originale: Summer School: Chapter Four
- Diretto da: Lea Thompson
- Scritto da: Taylor Streitz

### Trama
Artemis Crock fa visita ai suoi genitori Larry Crock (alias Sportsmaster) e Paula Crock (alias Tigress), in un penitenziario federale. Il duo è stato imprigionato per diverse settimane a causa del fallimento del Progetto New America dell'ISA.
Scoprono dalla loro figlia che i provini della Blue Valley High School Football per la stagione autunnale sono tra 3 giorni e cercano di sostenerla verbalmente e rassicurarla del suo successo mentre si apre a loro circa le sue lotte emotive nelle ultime settimane. Volendo esserci per la figlia, il duo evade dal penitenziario e costringe Pat Dugan ad aiutarli a tenersi nascosti fino alla fine dei provini, rapendo Mike Dugan. Promettono di tornare in prigione dopo la fine dei provini se Pat li aiuta, e come dimostrazione di buona fede rilasciano Mike. Durante i provini, Larry e Paula inaspettatamente vanno d'accordo con Pat e Barbara.
Nel frattempo, Courtney cerca le origini di Eclipso e si imbatte in Richard Swift, che le rivela che Eclipso ha ucciso la figlia di 10 anni di Dottor Mid-Nite, Rebecca.
Quando iniziano i provini, Pat porta i Crocks a vedere la loro figlia, Artemis, che li nota ed è felice di vedere i suoi genitori. Tuttavia, Cindy Burman torna alla High School e, dopo aver reclutato Isaac Bowin nella sua nuova ISA, fa in modo che Eclipso incanti Artemis e le fa credere che Courtney (che è appena arrivata al campo di calcio) sia un agente dell'FBI che sta per uccidere i genitori. Artemis si scaglia contro Courtney e viene espulsa dalla squadra di football. Si sente triste e in colpa per i suoi genitori che ammettono di essere colpevoli e meritano di essere in prigione, dicendo alla figlia che questo è un addio ma non per sempre. Pat accompagna i Crocks al penitenziario per assicurarsi che mantengano la loro parte dell'accordo.
Cindy, poi, convince Artemis a unirsi alla sua nuova Injustice Society.
- Ascolti Italia: telespettatori 63.000 – share 0,4%[7]

## Capitolo 5
- Titolo originale: Summer School: Chapter Five
- Diretto da: Sheelin Choksey
- Scritto da: Steve Harper

### Trama
Dieci anni fa, Cindy viene svegliata da un incubo su suo padre mentre Dragon King la osserva di nascosto da lontano.
Nel presente, Cindy tenta di reclutare Cameron mentre sta lavorando a un murale per suo padre, ma sua nonna Lily rivela i suoi poteri per fermare Cindy.
Nel frattempo, Courtney si confronta con Pat sulle intenzioni di Shade. Mentre arriva una misteriosa tempesta, Cindy cerca di reclutare di nuovo Cameron, ma lui la minaccia. Mentre esce, Cindy usa Eclipso per incantare l'insegnante d'arte Paul Deisinger. Shade fa visita a Barbara per quanto riguarda la ricerca di Courtney e lascia il suo numero mentre Beth racconta a Pat di Dr. Mid-Nite. Mentre Deisinger è in preda ad Eclipso, la JSA visita la scuola per indagare, ma Deisinger fa loro vedere degli incubi fino a quando Courtney non lo salva, annullando i poteri di Eclipso.
Mentre Beth affronta i suoi genitori per il loro divorzio, Cindy non riesce a reclutare Cameron una terza volta e incontra Artemis e Isaac con un piano per reclutare Mike.
Cameron continua a lavorare al murale finché non ha un crampo alla mano e lascia cadere il pennello coperto di ghiaccio.
- Ascolti Italia: telespettatori 66.000 – share 0,5%[7]

## Capitolo 6
- Titolo originale: Summer School: Chapter Six
- Diretto da: Walter Carlos Garcia
- Scritto da: Paula Sevenbergen

### Trama
Beth lotta per convincere suo padre a parlare con sua madre. Quasi contemporaneamente, in due luoghi diversi, Yolanda e Beth sono minacciate rispettivamente da Isaac e Artemis.
Durante le pulizie alla Blue Valley High, Courtney, Pat e Cameron trovano un dipinto di Cindy che tiene in mano Eclipso. Isaac e Artemis attaccano Pat e distruggono S.T.R.I.P.E. e Cindy rapisce Mike come esca e chiama Courtney per salvare il fratello. Con Pat in ospedale, Courtney teme di non poter sconfiggere Cindy senza di lui.
Barbara la rassicura, ma contatta anche Shade e gli dice che Cindy ha Eclipso. Quella sera nella scuola la JSA combatte e sconfigge la squadra di Cindy mentre Beth libera Mike. Shade interviene quando Cindy tenta di usare Eclipso. Courtney rompe il diamante nero, liberando accidentalmente Eclipso, che tradisce Cindy e lancia una scheggia del suo diamante rotto ai piedi di Cindy, che poi si scioglie in una pozzanghera nera che la afferra e la risucchia prima di scomparire, nonostante il tentativo di Courtney di salvarla. Eclipso consuma Isaac, rompe la costola di Rick, disabilita il bastone e fa sparire Shade prima di fuggire. Artemis fugge quando diventa chiaro che Eclipso è fuori dalla sua portata.
Successivamente, Mike decide di intensificare la sua formazione e costruire il proprio S.T.R.I.P.E.
Altrove, Eclipso assume la forma di bambino di Bruce e vaga nella città destra ridendo.
- Ascolti Italia: telespettatori 97.000 – share 0,90%[3]

## Capitolo 7
- Titolo originale: Summer School: Chapter Seven
- Diretto da: Sheelin Choksey
- Scritto da: Robbie Hyne

### Trama
Courtney si sforza di riportare il bastone cosmico a pieno potere e inizia a parlare di più con Cameron. Dopo il lavoro, Barbara trova una strana sostanza che gocciola dal soffitto e crede che sia colpa di The Shade.
Yolanda continua a lottare con la colpevolezza della morte di Brainwave e inizia a sentire la sua voce. Al ristorante, Yolanda incontra inconsapevolmente Bruce, che incanta una cameriera affinché versi del caffè caldo su un cliente. Mentre è in classe, Yolanda ha una visione di Henry Jr. e Brainwave. Courtney la consola e le consiglia di dirlo a Rick e Beth. Tuttavia, quando lo fa, afferma che loro e Courtney non hanno mai ucciso nessuno e che non saranno disposti a uccidere Eclipso, quindi deve essere lei a farlo. Più tardi, confessa a un prete, ma ha dalle visioni di Henry Jr. che brucia e di Brainwave che attacca Courtney. Dopo che Courtney la risveglia, Yolanda si scaglia contro Courtney per averla scelta per diventare Wildcat. Quindi, lascia la JSA e il suo lavoro alla tavola calda.
Nel frattempo, mentre Pat e Mike lavorano per riparare S.T.R.I.P.E., Mike trova frammenti del Diamante Nero e vede delle sanguisughe attaccare la sua pelle prima di essere risvegliato da Pat, che spera che il Diamante Nero possa aiutare a imprigionare Eclipso.
Quella notte, Bruce appare fuori dalla casa di Beth.
- Ascolti Italia: telespettatori 88.000 – share 1,20%[3]

## Capitolo 8
- Titolo originale: Summer School: Chapter Eight
- Diretto da: Andi Aemaganian
- Scritto da: Steve Harper

### Trama
Yolanda restituisce il costume di Wildcat a Courtney, che non riesce ancora ad accettare la decisione della sua amica.
Rick riceve una visita dalla sua insegnante, che gli dà informazioni su come fare domanda per il college prima che suo zio Matt la cacci malamente. Rick va nella foresta e confessa le sue frustrazioni a Grundy, che mostra compassione.
Nel frattempo, Eclipso provoca delle allucinazioni in Beth che immagina i suoi genitori incolparla per il loro divorzio, il che la porta a mettere in dubbio il suo ruolo nella JSA. Tuttavia, la fiducia in se stessa le consente di tornare alla realtà.
Eclipso manipola anche Rick facendogli credere che Grundy abbia ucciso una bambina. Rick attacca per errore Matt e distrugge il suo amuleto a clessidra. Successivamente, Rick viene arrestato mentre il vero Grundy osserva da lontano.
Più tardi, mentre Barbara e Mike si confortano a vicenda, l'esterno della casa inizia a ghiacciarsi.
- Ascolti Italia: telespettatori 50.000 – share 1,20%[3]

## Capitolo 9
- Titolo originale: Summer School: Chapter Nine
- Diretto da: Andi Armaganian
- Scritto da: Alfredo Septién, Turi Meyer

### Trama
Diversi decenni prima, Eclipso convince Bruce Gordon a dargli il controllo del suo corpo.
Anni dopo, la JSA originale partecipa al funerale di Rebecca McNider. Starman apprende da un colloquio con Shade che uccidere l'ospite di Eclipso, Bruce, costringerà Eclipso a tornare nel diamante nero, ma Pat e Jay Garrick gli consigliano di non farlo. Quando Eclipso minaccia la loro famiglia e sconfigge Lanterna Verde, Spettro, Hawkman e Hawkgirl, Starman uccide con riluttanza Bruce con il supporto di Hourman e Wildcat.
Nel presente, Courtney e Beth pianificano un piano per sconfiggere Eclipso senza Yolanda e Rick, mentre arriva una tempesta.
Barbara viene catturata ed Eclipso le provoca delle visioni di Icicle; Mike vede Cameron attaccarlo e schernirlo sulla sua madre biologica e Pat vede Bruce che lo schernisce per la sua omertà riguardo alla verità su l'imprigionamento di Eclipso fino a quando Shade non risveglia Barbara e Courtney, grazie al bastone cosmico, risveglia Mike e Pat.
Pat dice a Courtney la verità, facendola arrabbiare dal momento che affronta anche sua madre sulla sua conoscenza di Eclipso: tutto questo mentre il giovane Bruce osserva da lontano.
- Ascolti Italia: telespettatori 167.000 – share 1,60%[8]

## Capitolo 10
- Titolo originale: Summer School: Chapter Ten
- Diretto da: Sheelin Choksey
- Scritto da: Taylor Streitz

### Trama
Dopo la morte di Bruce Gordon, Sylvester rivela che Eclipso aveva minacciato la vita di Pat e i due si riconciliano.
Nel presente, mentre Courtney discute con i suoi genitori, appare The Shade, gravemente ferito, e afferma che possono intrappolare Eclipso ricongiungendo i pezzi del Diamante Nero con lo scettro di Stargirl. Il tentativo fallisce, quindi Pat suggerisce di usare l'anello del potere di Jennie. Pat e Courtney la rintracciano a Civic City e perquisiscono il vecchio quartier generale della JSA. In seguito la trovano in una struttura di riabilitazione alla ricerca di Todd. Dopo essere andata via, la receptionist Louise Love informa il suo capo, Mister Bones, di Jennie, che ha mentito su dove si trova veramente Todd.
Nel frattempo, Dr. McNider contatta Beth e rivela che The Shade lo ha salvato dall'ISA, ma lo ha accidentalmente smarrito nella Terra delle Ombre. Afferma anche che The Shade ha ricevuto i suoi poteri sacrificando se stesso senza successo a Eclipso nel 1800.
Rick riceve mele dalla finestra della prigione.
Mentre ripara S.T.R.I.P.E., Mike sente parlare di una tempesta di fulmini rosa e trova una casa di marzapane.
Jennie ripara il Diamante Nero proprio mentre Beth scopre che The Shade ha mentito: il Diamante in realtà ripristina i poteri di The Shade ed evoca Eclipso. Dopo aver abbattuto Jennie, Eclipso risucchia Courtney con il diamante nonostante gli sforzi di Pat per salvarla.
- Ascolti Italia: telespettatori 72.000 – share 1,00%[8]

## Capitolo 11
- Titolo originale: Summer School: Chapter Eleven
- Diretto da: Sheelin Choksey
- Scritto da: Paula Sevenbergen, Robbie Hyne

### Trama
Courtney si risveglia nella Terra delle Ombre e viene derisa dalle visioni dei cittadini in una Blue Valley in bianco e nero. Viene attaccata da Cindy, ma le due si rendono conto di essere entrambi reali e scappano da un’illusione di Dragon King. Cindy incolpa Courtney per essere stata intrappolata, e le due discutono prima che Cindy venga trascinata via dagli scagnozzi di Dragon King. Courtney la insegue, ma si perde e viene salvata da Dr. McNider. Quest’ultimo informa Beth della sua sopravvivenza e della
sua posizione, in modo che Jennie possa usare il suo anello del potere per rintracciare Shade, che può riportarli indietro.
Mentre Mike cerca Thunderbolt, Pat e Barbara trovano The Shade in un cinema mentre guarda “Il ritratto di Dorian Gray” e lo convincono a riportare indietro Courtney. Nonostante sia ancora debole, The Shade apre un portale a collegato alla Terra delle Ombre, ma Courtney si rifiuta di andarsene senza aver salvato Cindy. Lei e Dr. McNider la salvano da Dragon King dopo aver sopportato le provocazioni dell’illusione di Bruce su Yolanda, Rick e Kurtis. Courtney, Cindy e McNider tornano nel mondo reale. Apparentemente Shade muore per aver abusato dei suoi poteri e si dissolve nell'oscurità, chiedendo che la sua buona azione venga ricordata. Cindy chiede quindi come sconfiggeranno Eclipso una volta per tutte.
- Ascolti Italia: telespettatori 39.000 – share 0,90%[8]

## Capitolo 12
- Titolo originale: Summer School: Chapter Twelve
- Diretto da: Greg Beeman
- Scritto da: James Dale Robinson

### Trama
Jennie viene inconsapevolmente infettata da residui di materia oscura.
Courtney torna a casa per trovare il Bastone Cosmico ricarico e accetta una tregua con Cindy.
Courtney dice a Yolanda che non è stata il primo membro della JSA a uccidere, ma questo la sconvolge ulteriormente. Pat supplica Matt di far cadere le accuse contro Rick, costringendolo alla fine a farlo. Barbara sente una voce che la chiama per nome.
Mike trova Jakeem con la penna rosa e lo convince ad aiutare la JSA. Cindy va da Yolanda e le parla della tregua, tentando di convincerla a tornare temporaneamente.
Rick studia il diario di suo padre, sperando di ricreare la clessidra di Amuleto. Cindy chiama e chiede a qualcuno di venire a Blue Valley. Dr. McNider deduce che la luce Courtney può fermare Eclipso e lavora con Beth per trovarla. Tentano di utilizzare il mainframe dell’ISA, ma vengono interrotti da Eclipso, che consente a Beth di convocare la JSA, compiendo il suo piano di nutrirsi dell'oscurità di Courtney. Nel frattempo, Jennie ha visioni di Courtney che diventa l'ospite di Eclipso e sconfigge il resto della JSA prima di svegliarsi.
- Ascolti Italia : telespettatori 144.000 – share 1,40%[9]

## Capitolo 13
- Titolo originale: Summer School: Chapter Thirteen
- Diretto da: Greg Beeman
- Scritto da: Geoff Johns

### Trama
Eclipso inizia a fondere la Terra con la Terra delle Ombre.
Beth e McNider lottano per salvare i genitori di Beth da un'illusione mentre la JSA combatte Eclipso.
Un Rick senza clessidra recluta Grundy mentre Thunderbolt torna da Jakeem e ripara S.T.R.I.P.E. per Mike, ma Eclipso li sconfigge tutti e uccide Grundy. The Shade ritorna e salva i genitori di Beth. Courtney ammette il suo odio per Eclipso, permettendogli di prenderla come suo nuovo ospite, ma la JSA, insieme a Starman, la aiuta a riprendere il controllo. Eclipso è indebolito da Sportsmaster e Tigress e trasformato in una fetta di pane tostato da Thunderbolt durante l'attacco di Stargirl e Jennie su di lui.
In seguito, Sylvester si offre di insegnare a Courtney di più sul Bastone Cosmico. Yolanda e Cindy decidono di rimanere con la JSA mentre Mike e Jakeem discutono di avviare la propria squadra.
Beth trova la moglie di McNider a Melody Hills e scopre che ha un figlio. Anche i suoi genitori decidono di stare insieme.
Al murale di suo padre, i nonni di Cameron gli rivelano i loro poteri criogenici.
Rick seppellisce Grundy, ma The Shade afferma che Grundy potrebbe tornare in vita.
Più tardi, i Crocks si trasferiscono accanto ai Whitmore-Dugans con loro grande sgomento.
All'Helix Institute for Youth Rehabilitation, l’infermiera Louise Love informa Mister Bones degli eroi e dei cattivi che vivono in Nebraska mentre afferma che dovrebbero visitare Blue Valley.
- Ascolti Italia : telespettatori 70.000 – share 1,00%[9]